# Villárdiga
Villárdiga es un municipio y localidad española de la provincia de Zamora, en la comunidad autónoma de Castilla y León.
Su proximidad con San Martín de Valderaduey hace que los dos pueblos parezcan uno, y como dice un refrán popular "San Martín y Villárdiga dos lugares son, que desde lejos parecen la luna y el sol".

## Topónimo
Conocida desde el s XII como "Villa Ardega" que equivale a villa que está en la ribera del riachuelo cenagoso, cerca del río, que tiene mucho llagano.

## Historia
Los primeros vestigios de presencia humana en el término datan de época vaccea, datando de la misma los hallazgos encontrados en el Teso de los Ladrillos, entre los que se cuenta una necrópolis.
La denominación de Villárdiga data del siglo X y en 1130 era pueblo feudatario del monasterio de Villacete de Belver de los Montes. Asimismo, en los siglos XII y XIII Villárdiga fue tenencia de la Orden del Temple, de la cual llegó a encabezar una encomienda, integrándose posteriormente en la jurisdicción de Villalpando, siendo su señor en el siglo XIV Arnao Solier, también señor de Villalpando, donándolo en 1371 a Barnar de Bartes, su vasallo, ambos de origen francés.
Posteriormente, se reintegró en el alfoz villalpandino, pasando a manos de los Fernández de Velasco, y con ello a integrar la denominada Provincia de las Tierras del Condestable. No obstante, tras la pérdida de la condestabilía de los Velasco en 1711, Villárdiga, junto al resto de la Tierra de Villalpando, dejó de pertenecer a la Provincia de las Tierras del Condestable, pasando a hacerlo de León, en cuya provincia aparece integrado en 1786 en el mapa de Tomás López titulado ‘Mapa geográfico de una parte de la provincia de León’.
Al crearse las actuales provincias en 1833, Villárdiga quedó adscrito inicialmente al partido judicial de Medina de Rioseco, en la provincia de Valladolid, si bien tras las reclamaciones de los concejos del área villalpandina, quedó plenamente integrado a partir de 1858 en la provincia de Zamora, dentro de la Región Leonesa, la cual, como todas las regiones españolas de la época, carecía de competencias administrativas. Tras la constitución de 1978, este municipio pasó a formar parte en 1983 de la comunidad autónoma de Castilla y León, en tanto que pertenecían a la provincia de Zamora.

## Geografía humana

### Demografía
Cuenta con una población de 62 habitantes (INE 2024).
| Gráfica de evolución demográfica de Villárdiga entre 1842 y 2021                                                      |
| |
| Población de derecho según los censos de población del INE. Población de hecho según los censos de población del INE. |

## Mancomunidad del Raso de Villalpando

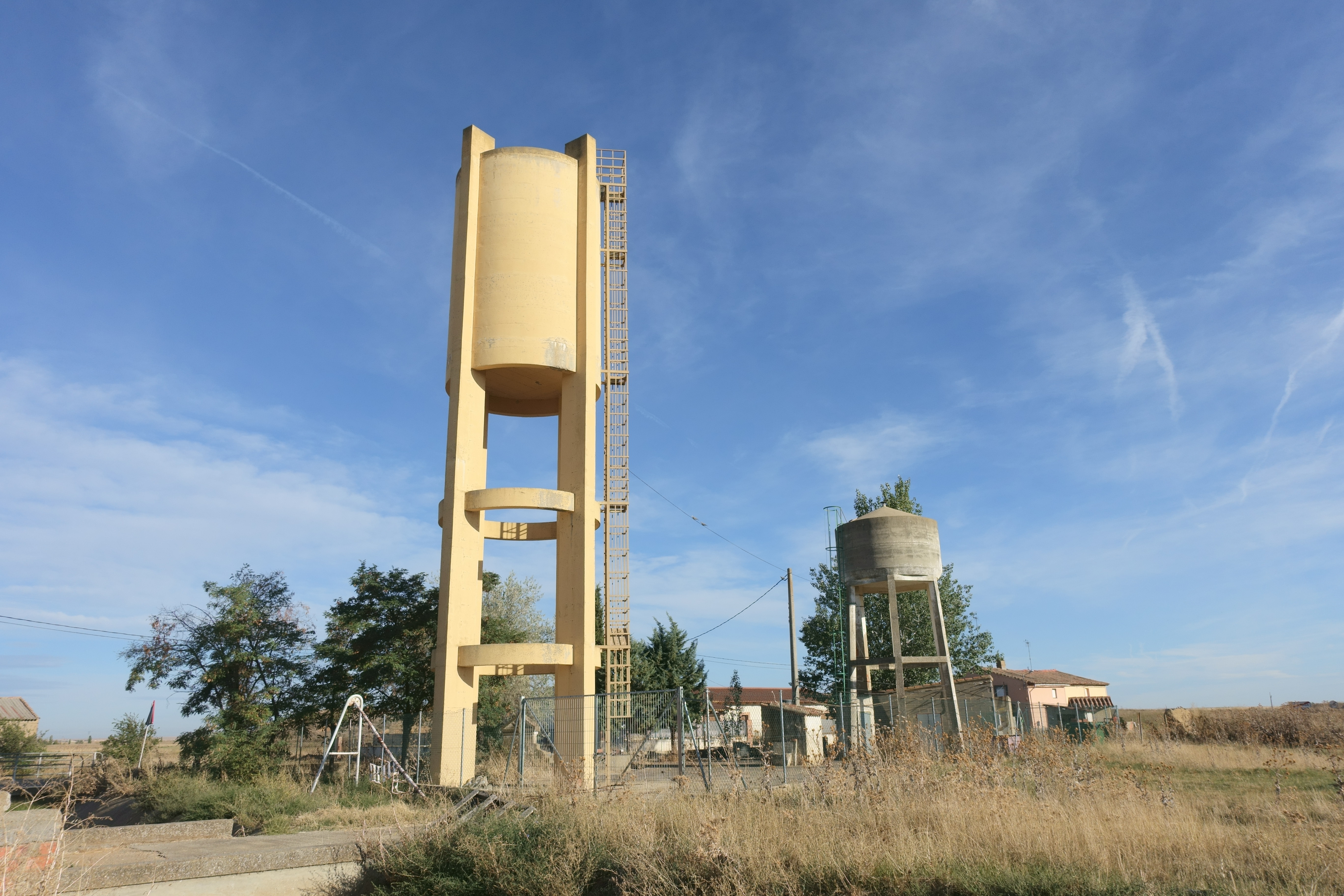
Depósitos.

Villárdiga forma parte de la Mancomunidad Intermunicipal del Raso de Villalpando junto con otros doce municipios de la Tierra de Campos de la provincia de Zamora. Este consorcio de municipios, a pesar de que se autodenomina mancomunidad, no tiene tal naturaleza, consistiendo su finalidad en la explotación del monte público denominado el Raso de Villalpando, este último declarado en el año 2000 de utilidad pública.
El monte del Raso de Villalpando se encuentra situado en el término municipal de Villalpando y tiene una superficie total de 1.654 hectáreas de las cuales 90 pertenecen a enclavados. Tiene carácter patrimonial y aprovechamiento comunal, estando consorciado con el número de Elenco 3028. Las bases del Consorcio, entre el Patrimonio Forestal del Estado y la Mancomunidad de Raso de Villalpando fueron aprobadas con fecha 13 de febrero de 1948, aunque sus orígenes se remontan a finales del siglo X o principios del siglo XI por donación de los Reyes leoneses, posiblemente Alfonso V, a Villalpando, por aquella época cabeza del Alfoz, y a las aldeas del mismo.
Desde un punto de vista botánico, se trata de un monte poblado por especies como el pinus pinea y pinus pinaster, aunque también existen rodales de pinus nigra. Se halla presente el quercus rotundifolia y de manera muy aislada crataegus monogyna, cistus ladaniferus y populifolius así como chamaespartium tridentatum.

## Patrimonio
- Iglesia de Santa María del Realengo, de gran tamaño, con muchas reformas y que tiene una recia torre de ladrillo carente de decoración. En su interior destaca el presbiterio, cuyo retablo mayor renacentista (siglo XVI) es una obra que combina magistralmente pinturas sobre tabla y esculturas.

## Fiestas
Villárdiga festeja a la Virgen del Carmen o de los Pastores (8 de septiembre), constituyendo su fiesta Mayor. Asimismo, se festeja a San Isidro, (15 de mayo) con misa, procesión hasta la Cuesta de San Isidro y bendición de campos.